# Saint-Romain-d'Urfé
Saint-Romain-d'Urfé este o comună în departamentul Loire din sud-estul Franței. În 2009 avea o populație de 281 de locuitori.

## Evoluția populației
| An        | 1975 | 1982 | 1990 | 1999 | 2006 | 2009 |
| --------- | ---- | ---- | ---- | ---- | ---- | ---- |
| Populație | 384  | 352  | 303  | 270  | 257  | 281  |